# Christine Mazzoli-Guintard
Christine Mazzoli-Guintard, née en 1962 à Trouville-sur-Mer, est une historienne française, médiéviste, spécialiste de l’histoire et de l'archéologie urbaines et des solidarités citadines en al-Andalus.

## Biographie

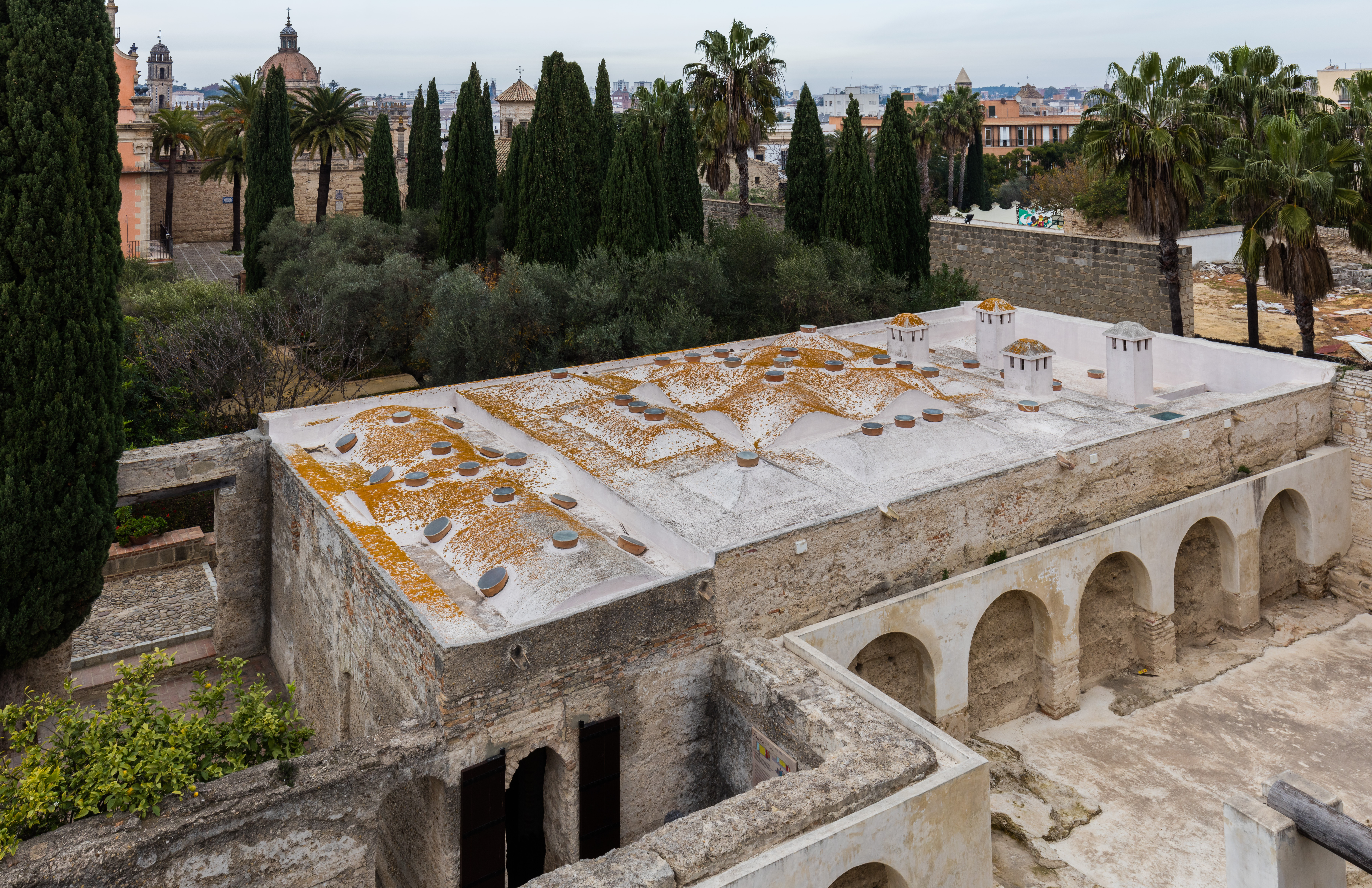
Bains arabes, Alcázar, Jerez de la Frontera.

Christine Mazzoli, ou Christine Mazzoli-Guintard, est née en 1962 à Trouville (Calvados). 
Elle est licenciée en philologie espagnole en 1984. Agrégée d'histoire.
Elle soutient sa thèse de doctorat en 1992 : La ville d'al-Andalus, esquisse d'un fait urbain : étude d'histoire et d'archéologie à partir des sources arabes, à l'université de Caen, sous la direction d'André Debord (1926-1996).
Ancienne membre de la Casa de Velázquez à Madrid, de 1990 à 1992.
Depuis 1993, Christine Mazzoli-Guintard est maître de conférences en histoire des mondes médiévaux à l'Université de Nantes,.

## Travaux et apports à l'histoire

### Villes d'al-Andalus

#### Une saisie globale du fait urbain

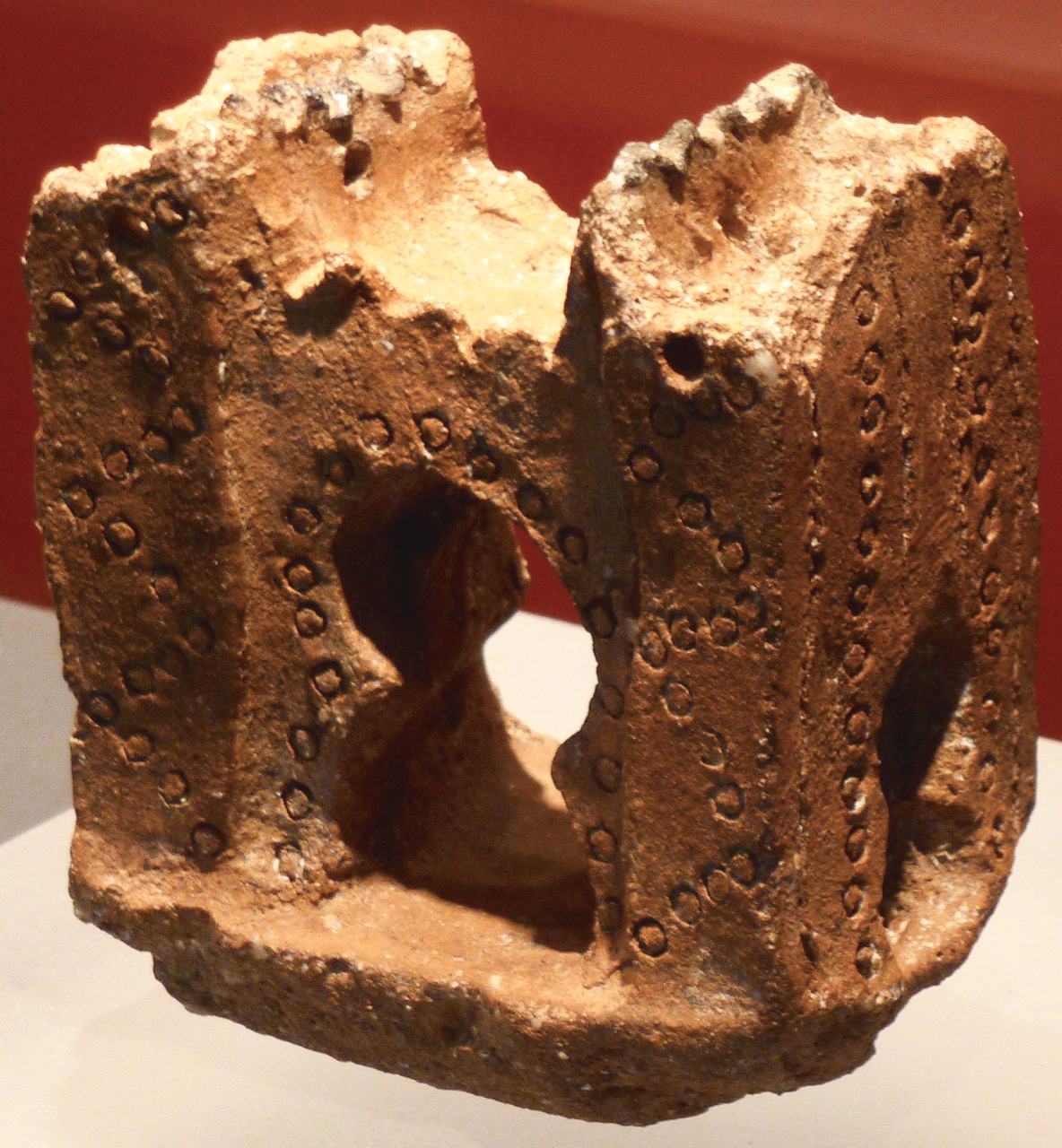
Maquette de porte de fortification islamique, Madrid, Xe siècle.

Christine Mazzoli-Guintard s'est intéressée, dans sa thèse, à l'ensemble du paysage urbain d'al-Andalus dans sa diversité, des petits bourgs jusqu'à Cordoue et Madīnat al-Zahra. Le médiéviste Philippe Sénac en a rendu compte de manière synthétique.
- «Aucun élément lié à la madīna n'échappe à cet examen qui évoque aussi bien des mosquées, des citadelles, des souks, des bains, des citernes, des aqueducs, ainsi que les espaces périurbains comme les cimetières, les palais, les résidences princières et les résidences d'agrément (les almunias). L'auteur remet justement en cause le schéma de lecture des cités islamiques de la péninsule élaboré par L. Torres Balbás[9] (Ciudades hispano munsulmanas, 2e éd., 1985) qui distinguait les villes antérieures à la conquête arabo-berbère de celles construites à l'époque musulmane»[10].

#### Schéma chronologique
L'étude des sources arabes et des données de l'archéologie a permis à Christine Mazzoli-Guintard de dégager une évolution souvent dominée par l'ethos culturel et les choix politiques des souverains.
- «Au début du VIIIe siècle, certaines villes romaines et wisigothes ont continué à être habitées, tandis que d'autres sont abandonnées et deviennent des carrières destinées à la construction de nouvelles villes. Sous l'émirat de Cordoue (756-929), l'histoire urbaine reflète les préoccupations politiques des émirs : lors des soulèvements contre le pouvoir central, certaines villes sont détruites tandis que d'autres sont édifiées dans le but de surveiller des populations. Cordoue, bien qu'affectée par la grande révolte de 818, devient la métropole de la péninsule. La ville continue de se développer au cours de l'époque califale (929-1031), même si la construction de Madīnat al-Zahra (936) freine un moment son expansion. La structure de ces deux cités incarne la nature sacrée de l'autorité califale puisque le palais califal jouxte et communique avec la grande mosquée. Cette période est décrite comme l'âge d'or de l'architecture urbaine et correspond au développement de nombreuses cités provinciales (Alméria, Séville, Saragosse...) qui connaissent alors un essor de la fortification marqué par le développement des maçonneries de tapial»,[11].

La fin du califat puis des royaumes des taïfas marque une rupture avec cet élan.
- Avec l'extrême fin du XIe siècle et la disparition des taifas se dessine un moment de déclin : les ulémas almoravides condamnent la vie luxueuse menée dans les palais, et les souverains almohades aménagent leur nouvelle capitale, Séville, sur le modèle maghrébin de Marrakech. après la conquête de Séville (1248), Grenade, avec son Alhambra devient la métropole du royaume nasride et constitue l'apogée de cette histoire urbaine avec l'apparition de deux éléments nouveaux, la madrasa et le maristan»[12],[11].

#### Spécificité urbaine d'al-Andalus

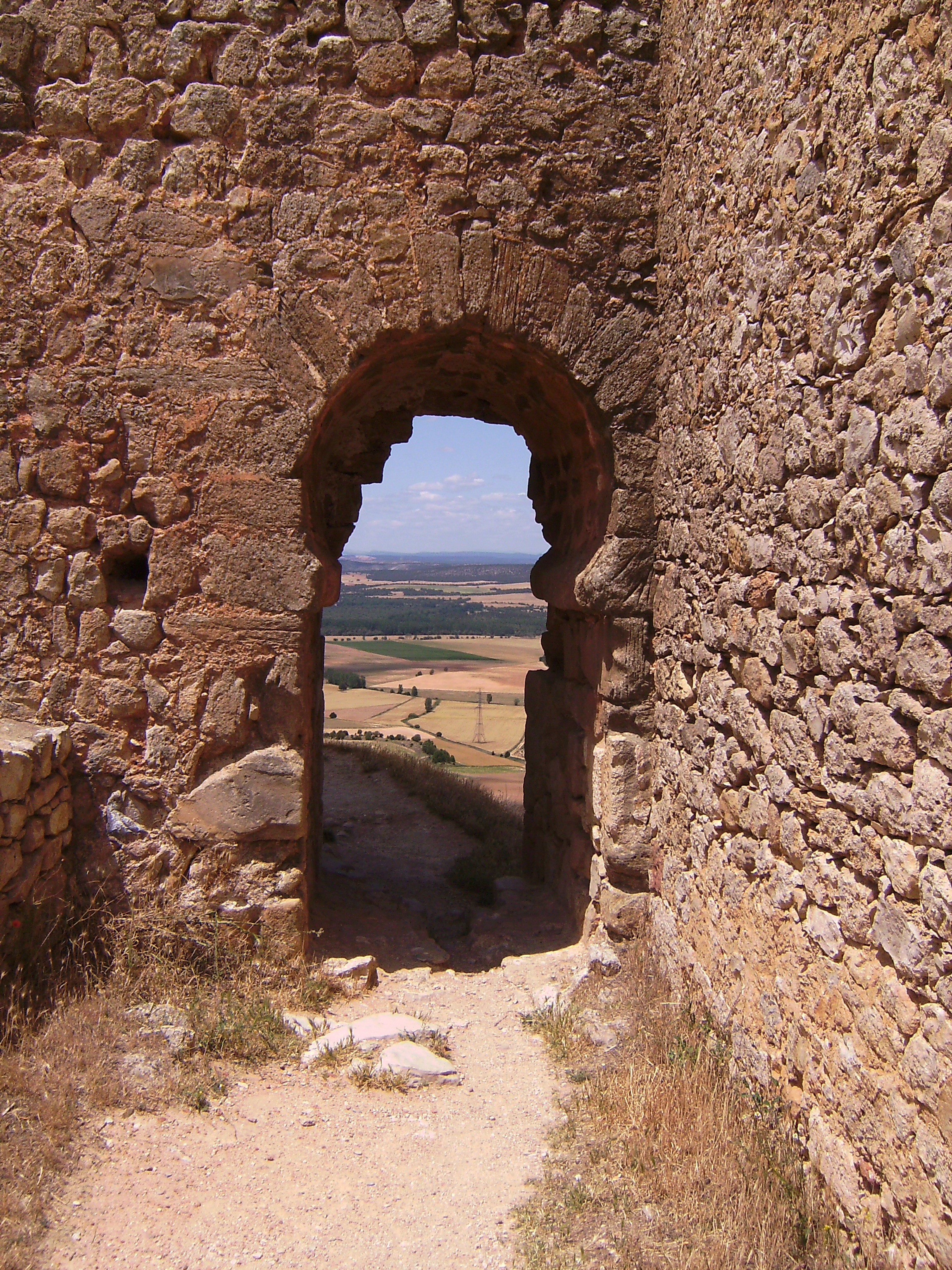
Château de Gormaz.

Concluant l'examen du travail de Christine Mazzoli-Guintard, l'historien Philippe Sénac relève plusieurs attributs qui font des cités d'al-Andalus des réalisations urbaines spécifiques :
- l'absence de centres de pèlerinage musulmans dans al-Andalus, qui différencie les villes andalousiennes de celles d'Orient.
- la difficulté à définir la ville (madīna/mudūn) sur la base du vocabulaire arabe.
- l'importance des murailles, comme dans l'Occident chrétien où la ville est aussi l'expression du pouvoir.
- l'embarras à tracer les limites de la cité : «le territoire dont dépend la ville d'al-Andalus conserve des contours bien flous», dit Christine Mazzoli-Guintard (p. 235) et elle ajoute : «On peut même se demander si l'on peut réellement parler de villes et de campagnes ou s'il est préférable de penser en termes de formations sociales différemment structurées et dominées» (p. 263)[13].

### Cordoue

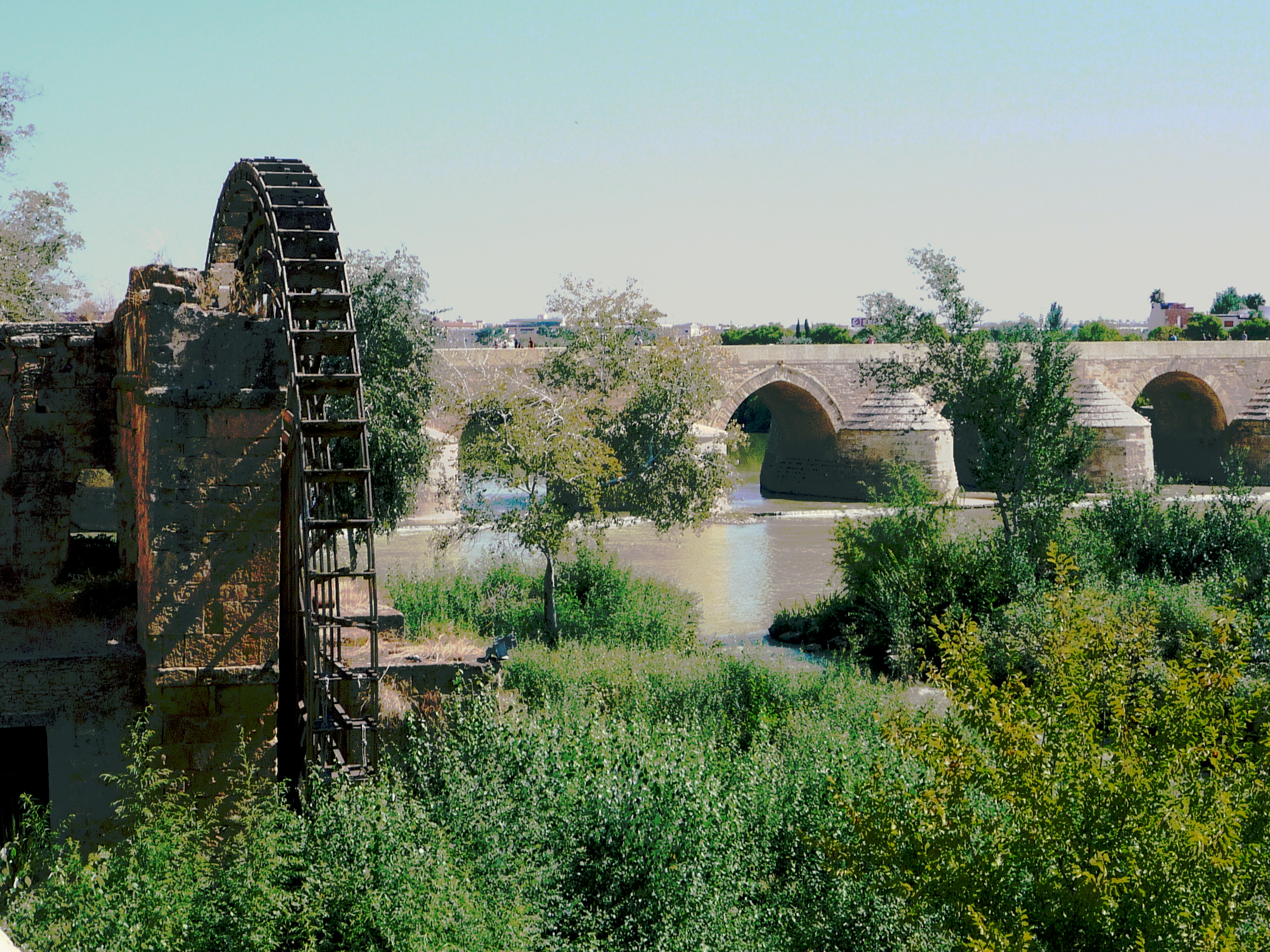
Le Guadalquivir à Cordoue.

Le site urbain de Cordoue a été façonné et structuré par le fleuve, le Guadalquivir. À cet endroit, le fleuve présente deux caractéristiques : il peut être traversé à gué et il est navigable jusqu'à l'Atlantique. Le flux du cours d'eau a souvent conditionné les limites de la cité et l'amnégaement de ses fortifications.

### Madrid
Résumant l'étude de Christine Mazzoli-Guintard consacrée à Madrid, Juliette Sibon, maître de conférences en histoire médiévale à l'université d'Albi, montre que l'auteur dépasse l'appréhension de la cité comme seule «ville-frontière» pour lui découvrir une cohérence propre à son statut de «petite ville» (madina sagira).
- «Christine Mazzoli-Guintard, spécialiste des villes andalusi, inscrit son étude dans le champ le plus récent de l’histoire urbaine d’al-Andalus, à savoir celui des "petites villes". Si beaucoup d’encre a coulé sur Madrid "ville-frontière", l’ouvrage envisage Madrid "petite ville", madina sagira, telle que la qualifie al-Idrisi au XIIe siècle. En s’appuyant sur les multiples travaux consacrés à l’histoire de la ville et sur un large corpus de sources matérielles et de sources écrites, tant arabo-musulmanes que chrétiennes, l’autrice livre une enquête historique rigoureuse qui s’entrecroise avec une analyse philologique fine, fondée sur une connaissance solide de la langue et des textes arabes. La méthode consiste souvent à pallier l’absence de sources ou leurs incohérences et insuffisances par un retour sur la terminologie arabe»[16].

### Solidarités urbaines
«Christine Mazzoli-Guintard interroge la notion de notabilité à Cordoue aux Xe et XIe siècles, où il n’y a pas d’équivalent aux "bourgeois" des villes de France, puisque tous les habitants ont le même statut juridique et politique. Dans ce contexte, le savoir a une place décisive dans la construction de la notabilité, même si les notables développent par ailleurs des stratégies de distinction classiques, par des mariages endogamiques et un mode de vie spécifique»

## Publications

### Ouvrages
- Villes d'al-Andalus, VIIIe – XVe siècles, Presses universitaires de Rennes, 1996 ; trad. esp., Almed 2000.
- Vivre à Cordoue au Moyen Âge. Solidarités citadines en terre d'Islam, Xe – XIe siècles, Presses universitaires de Rennes, 2003.
- Madrid, petite ville de l'Islam médiéval, Presses universitaires de Rennes, 2009 ; trad. esp., Almudayna, 2001.

### Ouvrages en collaboration
- C. Mazzoli-Guintard (dir.) avec V. Martínez Enamorado, M. Rius, Ma J. Viguera Molins, Les relations des pays d’Islam avec le monde latin du milieu du Xe au milieu du XIIIe siècle, Paris, éd. Messène, 2000.
- C. Guintard et C. Mazzoli-Guintard (dir.), Élevage d’hier, élevage d’aujourd’hui, Mélanges d’Ethnozootechnie offerts à B. Denis, Rennes : PUR, 2004.
- C. Mazzoli-Guintard, avec la coll. d’A. Ariza Armada, Gouverner en terre d’Islam, Xe-XVe siècle, Rennes, PUR, 2014.

### Articles

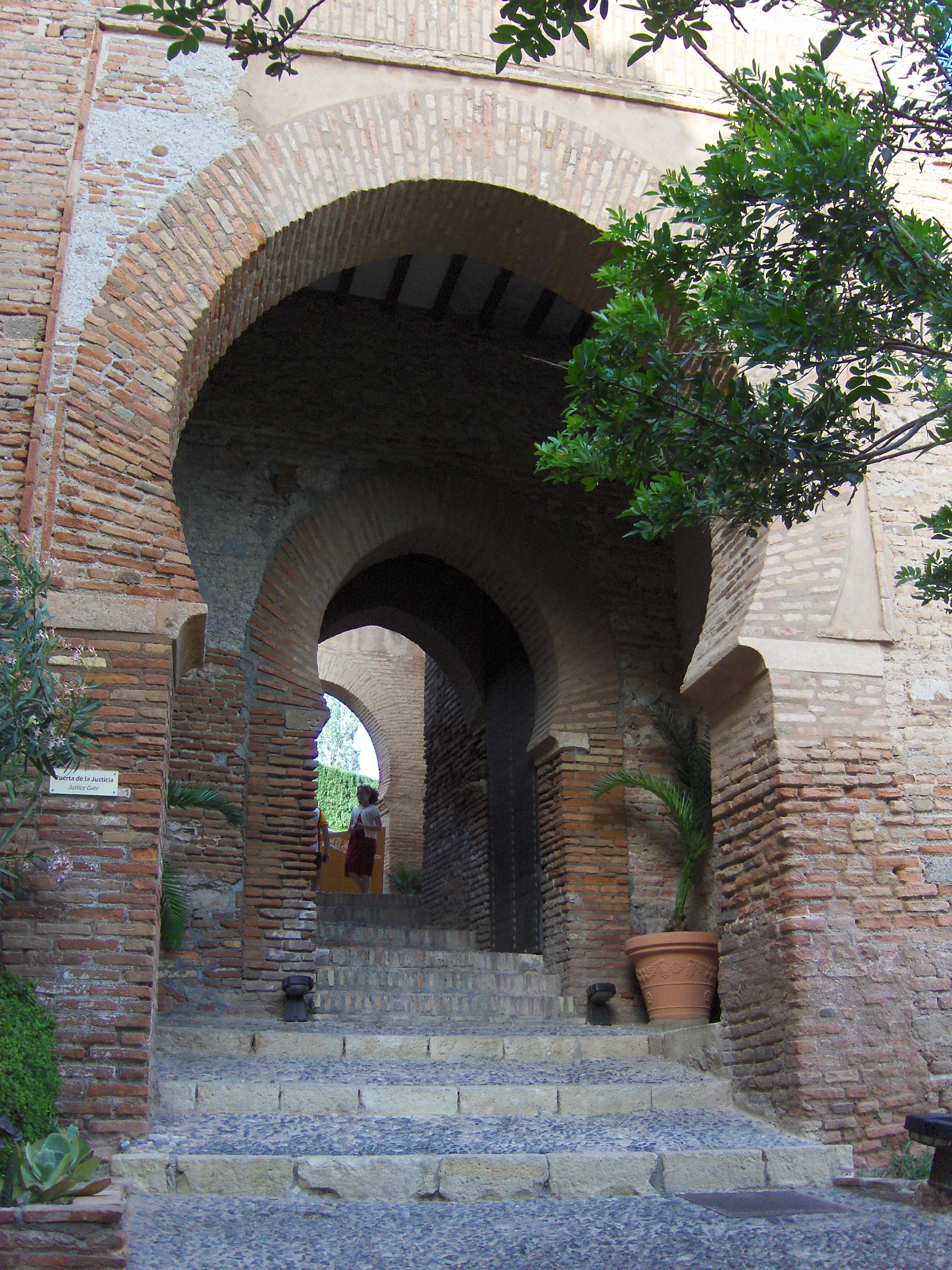
Entrée de l'enceinte fortifiée à Almería.

Christine Mazzoli-Guintad est l'auteur de nombreux articles scientifiques recensés sur le site de l'université de Nantes.
La Société des historiens médiévistes de l'enseignement supérieur public fournit une liste de l'ensemble de ses publications.
- Le Pacte de Tudmir dans l’œuvre géographique d’al-Himyari : la mémoire de la conquête et de la paix , Historiografía y representaciones, III Estudios sobre las fuentes de la conquista islámica, L. A. García, E. Sánchez, L. Fernández eds., Madrid : Real Academia de la Historia, 2015, p. 405-423.